# Frenetic
Frenetic è un videogioco per Amiga e Atari ST di tipo shoot'em up a scorrimento verticale, pubblicato da Core Design nel 1991. All'epoca il game riscosse un medio successo, difficoltà elevata e poche novità per il genere. La musica è curata da Martin Walker. Il videogame ricorda molto Xenon 2 Megablast.

## Trama
Pianeta Terra, XXIII secolo. Sotto i continui attacchi da parte degli alieni Mozone il pianeta è oramai allo stremo. I più grandi scienziati si riunirono per discutere la possibilità di trovare nuovi pianeti abitabili nell'universo conosciuto. Viene così inviata in avanguardia una astronave da battaglia che dovrà consentire il passaggio dell'astronave madre terrestre, attraverso nuovi mondi ai confini dell'universo.

## Modalità di gioco
Frenetic è molto difficile, infatti è strutturato per essere giocato in doppio in modalità cooperativa. L'azione si svolge su 8 livelli di difficoltà sempre più elevata. Durante il gioco si possono ottenere vari power-up, come pod ausiliari con spari a destra, sinistra e sotto. Le armi invece sono potenziabili fino a 3 volte.

## Armi
- Mitragliatrice
- 5-way shot
- Heavy bullet
- Laser